# Moderat
Moderat — электронная музыкальная группа из Берлина, Германия, включающая участников Modeselektor (Gernot Bronsert, Sebastian Szary) и Sascha Ring. Группа выпустила четыре студийных альбома, последний из которых получил название MORE D4TA и вышел 13 мая 2022 года.

## История
Первым релизом Moderat был EP «Auf Kosten der Gesundheit», выпущенный в 2002 году. Их первый полноформатный альбом, «Moderat», получил, в основном, благоприятные отзывы. Журнал NOW поставил альбому 4 из 5 баллов и охарактеризовал его как «довольно креативный и удивительно цепляющий», а журнал URB оценил альбом на 5 баллов из 5, отметив его «чрезвычайную красоту и запоминаемость».
В 2009 году читатели онлайн-издания о электронной музыке Resident Advisor выбрали Moderat номером 1 в номинации «Лучшее живое выступление года». В 2010 году группа заняла 7 место в той же номинации. Летом и осенью 2010 года Moderat давали концерты в рамках своего европейского тура, играя в основном на фестивалях.
Второй альбом Moderat, II был выпущен онлайн 2 августа 2013 года и 6 августа 2013 года на физических носителях на лейблах Monkeytown Records и Mute в США. Первой песней из альбома «II», на которую был снят видеоклип, стала «Bad Kingdom». Это иллюстрированное видео, срежиссированное и спродюсированное Pfadfinderei, которое изображает противостояние молодого британца алчному преступному миру Лондона 1966 года.
29 марта 2016 года в Германии и 1 апреля 2016 года в остальных странах был выпущен третий альбом Moderat III. Месяцем ранее видеоклип на песню Reminder вышел на YouTube. В августе 2017 года группа объявила о временном прекращении совместной деятельности.
13 мая 2022 года Moderat выпустила четвёртый студийный альбом More D4ta. Альбом был тепло воспринят как критиками, так и слушателями.

## Дискография
- Auf Kosten der Gesundheit (EP, BPitch Control, 2003).
- Moderat (LP, BPitch Control, 2009).
- Rusty Nails (EP) (BPitch Control, 2009).
- Seamonkey (EP) (BPitch Control, 2009).
- Gita (EP) (Monkeytown Records, 2013)
- Bad Kingdom (EP) (Monkeytown Records, 2013)
- II (LP, Monkeytown Records, 2013. Mute Records в США и Канаде; Monkeytown Records в остальных странах)[10].
- Last Time (EP) (Monkeytown Records, 2014)
- Bad Kingdom Remixes (EP) (Monkeytown Records, 2014)
- III (LP, Monkeytown Records, 1 апреля 2016)[11]
- Live (Monkeytown Records, ноябрь 2016)[12]
- More D4ta (LP, Monkeytown Records, 2022)